# Balao (U-Boot)
Die Balao (SS-285) war ein U-Boot der United States Navy und Typschiff der Balao-Klasse. Es diente von 1943 bis 1946 und erneut von 1952 bis 1963 in der US-Marine. Während seiner Einsätze im Pazifik versenkte es in drei Jahren zehn japanische Schiffe. Bekannt wurde das U-Boot vor allem durch den Film Unternehmen Petticoat, wo es als fiktive USS Sea Tiger eingesetzt wurde.

## Technik
Die Balao war 95 Meter lang und 8,3 Meter breit, der Tiefgang betrug 4,6 Meter. Aufgetaucht verdrängte sie 1526 ts, getaucht 2424 ts. Der Antrieb erfolgte durch vier 16-Zylinder-Dieselmotoren von General Motors, die je 1350 PS lieferten. Unter Wasser wurde das U-Boot durch vier Elektromotoren mit insgesamt 2740 PS angetrieben, die ihre Energie aus zwei 126-zelligen Akkumulatoren bezogen. Die Motoren gaben ihre Leistung über ein Getriebe an zwei Wellen mit je einer Schraube ab. Die Geschwindigkeit betrug aufgetaucht maximal 20,25 Knoten, getaucht schaffte die Balao noch 8,75 Knoten. Die mögliche Tauchzeit betrug 48 Stunden, die höchste Tauchtiefe lag bei 120 Metern. In den Treibstofftanks konnten 440 Kubikmeter Treibstoff gebunkert werden, damit hatte das Boot eine Reichweite von 11.000 Seemeilen bei 11 Knoten.
Die Hauptbewaffnung bestand aus zehn 533-mm-Torpedorohren, sechs im Bug, vier achtern, für die sich 24 Torpedos an Bord befanden. Vor dem Turm war bei Indienststellung ein 4-Zoll-Decksgechütz angebracht; es wurde später durch ein 5-Zoll-Geschütz ersetzt. Auf dem Wintergarten waren zwei leichte 7,62-mm-M1919-Maschinengewehre und zwei schwere 12,7-mm-M2 zur Luftabwehr untergebracht. Während des Krieges wurden die Maschinengewehre durch ein 40-mm-Flugabwehrgeschütz und zwei 20-mm-Maschinenkanonen ersetzt. Zur Ortung feindlicher Schiffe verfügten die Balao über ein JK/QC- und ein QB-Sonar unter dem Bug, an Deck waren JP-Hydrophone installiert. Am ausfahrbaren Elektronikmast war ein SD-Radar mit 20 Seemeilen Aufklärungsreichweite zur Ortung feindlicher Flugzeuge angebracht, zusätzlich verfügte das U-Boot über ein SJ-Oberflächensuchradar mit etwa 12 Seemeilen Reichweite. Im getauchten Zustand konnte über das am Periskop angebrachte ST-Radar mit 8 Seemeilen Reichweite ebenfalls eine Ortung feindlicher Schiffe erfolgen.

## Geschichte

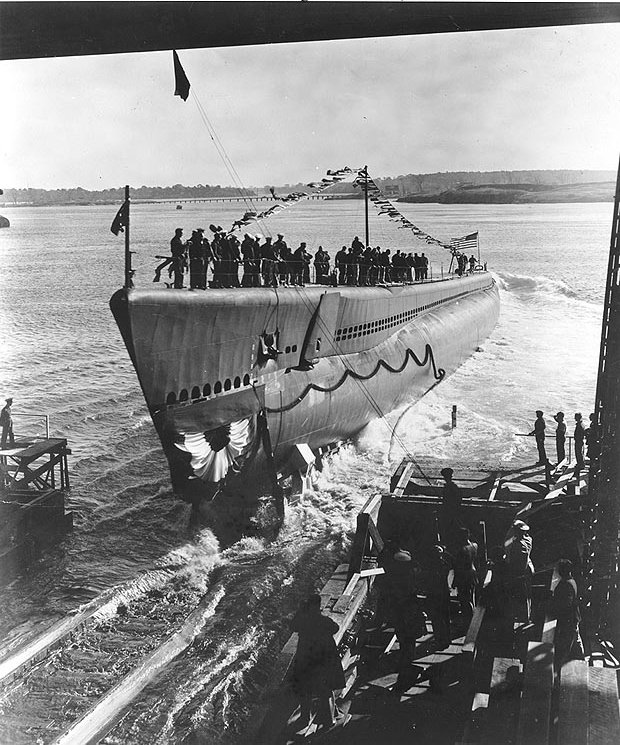
Stapellauf der Balao, Oktober 1942

### Bau und Indienststellung
Die Kiellegung erfolgte am 26. Juni 1942 im Portsmouth Navy Yard in Kittery, Maine. Nach der Taufe durch Mrs. Theodore C. Aylward lief das Schiff am 27. Oktober 1942 vom Stapel, die Indienststellung erfolgte nach weiteren Ausrüstungsarbeiten am 4. Februar 1943 unter dem Kommando von Lieutenant Commander Richard H. Crane. Das Schiff wurde nach dem Brasilianischen Halbschnäbler, im Englischen Balao oder Ballyhoo genannt, benannt. Bis Mitte März operierte das Boot zu Trainingszwecken von der Naval Submarine Base New London aus, dann machte es sich auf in den Pazifik, wo es am 10. Juli 1943 in Brisbane der 7. US-Flotte zugeteilt wurde.

### Zweiter Weltkrieg

#### 1943
Die erste Patrouillenfahrt unternahm die Balao ab dem 25. Juli im Seegebiet zwischen Truk und dem Bismarck-Archipel. Ein Großteil des Einsatzes wurde mit Gefechts- und Alarmtauchübungen verbracht, um die Bereitschaft der Mannschaft zu prüfen und zu verbessern. Am 13. September kehrte das U-Boot nach Brisbane zurück.
Die zweite Einsatzfahrt führte das Boot ab dem 4. Oktober zusammen mit der Silversides über Tulagi ins Bismarck-Archipel, wo sie die Schifffahrtsrouten zwischen Rabaul und Palau überwachten. Am 17. Oktober griff die Balao einen japanischen Konvoi mit einer Salve aus sechs Torpedos an, denen die Schiffe aber auswichen. Die Begleitschiffe des Konvois belegten das U-Boot mit Wasserbomben, es konnte entkommen, verlor aber den Kontakt zum Konvoi. Bei einem gemeinsamen Angriff mit der Silversides auf einen Konvoi am 23. Oktober wurden drei von sieben Schiffen mit einer gemeinsamen Salve von zehn Torpedos versenkt, bevor die Eskorten das U-Boot beschossen und zum Abtauchen zwangen. Nach einem Tankstopp auf Tulagi lief die Balao nach Truk, wo sie am 4. November zwei weitere Frachter angriff, aber nicht traf. Am 7. November lief sie dann in die Milne Bay ein, wo sie vom U-Boot-Versorger Fulton Treibstoff und Munition übernahm.
Am 6. Dezember lief das Boot erneut aus, die dritte Feindfahrt begann mit Waffenübungen, die zusammen mit dem U-Boot-Bergungsschiff Coucal durchgeführt wurden. Nach weiteren Kommunikations- und Identifizierungsübungen begann am 13. Dezember die eigentliche Einsatzfahrt. Die ersten zwei Wochen verliefen ereignislos, am 27. Dezember jedoch kreuzte ein Kampfverband aus zwei Kreuzern der Mogami-Klasse und zwei Zerstörern der Asashio-Klasse den Kurs des U-Boots. Der Verband lief mit hoher Geschwindigkeit und manövrierte das Boot aus, so dass nur eine Salve von drei Torpedos auf den zweiten Kreuzer abgegeben werden konnte, die aber das Schiff verfehlte.

#### 1944
Am 1. Januar erfasste das Sonar der Balao einen großen Dampfer, der von zwei Eskorten begleitet wurde. Unter dem Schutz einer Regenbö schlich sie sich in die Nähe der Schiffe und schoss sechs Torpedos auf den Dampfer. Drei Torpedos trafen, während das U-Boot abtauchte, um den Wasserbomben der Begleitschiffe auszuweichen. Als es am nächsten Morgen wieder auftauchte, war der Konvoi verschwunden, der Kommandant der Balao war sich sicher, den Dampfer versenkt zu haben. Einige Tage später sichtete man jedoch einen schwer beschädigten Frachter, der sich als das angegriffene Schiff vom 1. Januar herausstellte. Ein weiterer Angriff wurde von den Eskorten abgewehrt, am 7. Januar wurde das U-Boot dann nach Brisbane zurückbeordert, wo es am 15. Januar eintraf.
Nach einigen Reparaturen lief die Balao am 6. Februar wieder aus, diesmal in Richtung Neuguinea, wo sie am 13. Februar ihre Patrouillenfahrten aufnahm. Der erste Feindkontakt fand in der Nacht des 23. Februar statt, als das U-Boot zwei Frachter mit einem kleinen Eskortschiff sichtete. Sechs Torpedos wurden auf den größeren der beiden Frachter abgeschossen, von denen drei ihr Ziel trafen. Nachdem das Eskortschiff abgeschüttelt worden war, kehrte die Balao zur Untergangsstelle zurück, um die Versenkung zu verifizieren. Ein Überlebender wurde gerettet, der bestätigte, dass sein Schiff, die Nikki Maru, nach den Treffern schnell gesunken war. Drei Tage später kam das Boot nicht mehr zum Schuss, da die Gato ihre Torpedos bereits auf den Konvoi abgeschossen hatte und die aufgeschreckten Begleitschiffe die Balao aus dem Seegebiet vertrieben. Am 28. Februar machte der Ausguck Rauch am Horizont aus, kurz nach Mitternacht begann das U-Boot seinen Angriff auf den japanischen Konvoi, der aus drei Frachtern und mehreren leichten Eskorten bestand. Die Salve aus den Hecktorpedorohren löste mehrere schwere Explosionen aus, wegen des dichten Rauchs konnte die Besatzung des U-Bootes nur auf dem Radar verfolgen, wie zwei Kontakte verschwanden. In den folgenden Tagen griff das U-Boot noch mehrmals japanische Frachter an, aber alle Torpedos unterliefen entweder ihre Ziele oder versagten. Da alle Torpedos verschossen waren, fuhr die Balao zunächst in die Langemak Bay, wo sie bei der Coucal Treibstoff und Proviant aufnahm. Anschließend setzte sie ihre Fahrt nach Pearl Harbor fort, wo sie am 19. März eintraf.

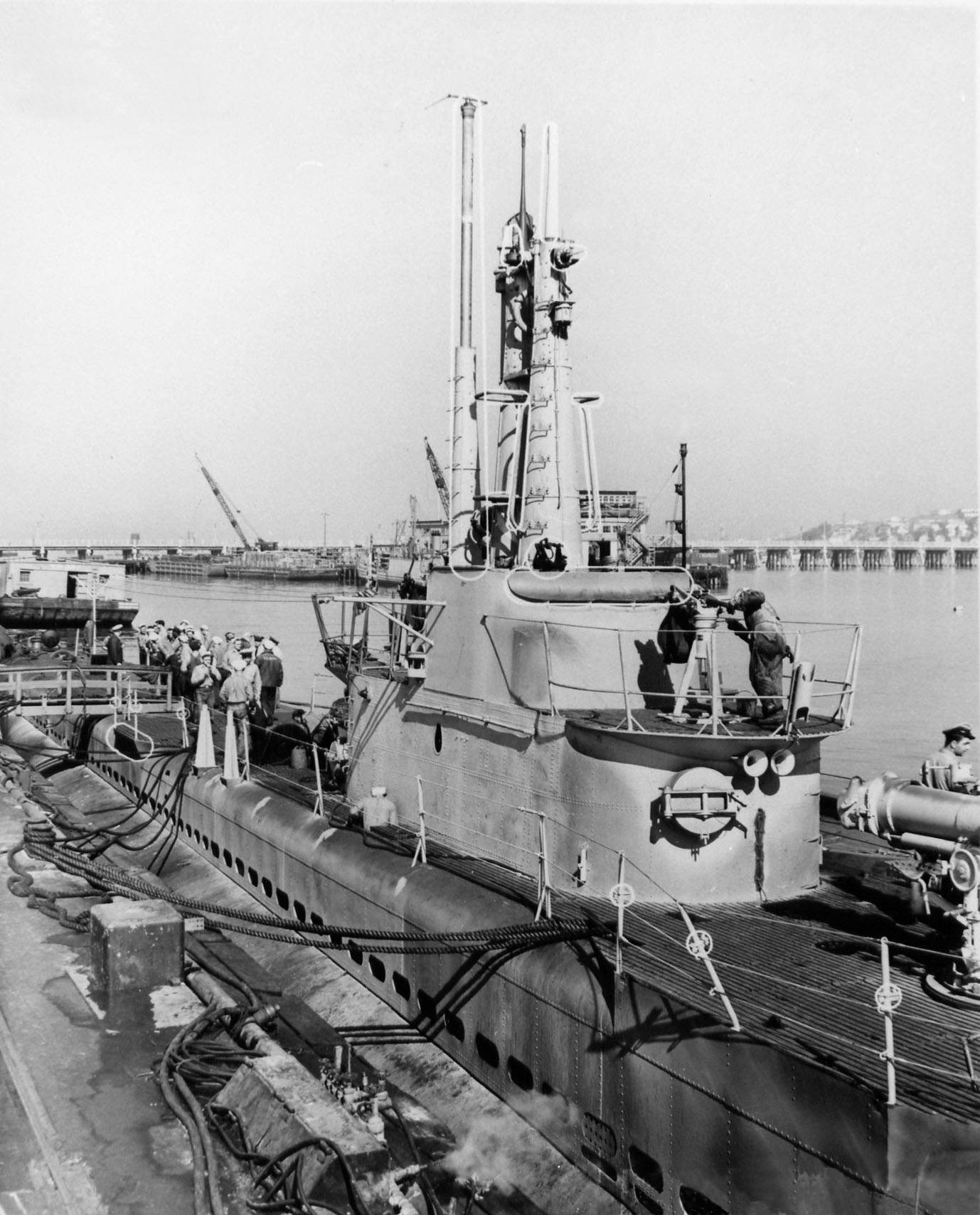
Die Balao im Mare Island Navy Yard, Oktober 1944

Nach umfangreicheren Instandhaltungsarbeiten und einigen Übungen vor der Küste lief das U-Boot am 25. April wieder aus Pearl Harbor aus und kehrte nach einem Tankstopp auf den Midwayinseln in das Einsatzgebiet vor Palau zurück. Am 14. Mai bekam das Boot Kontakt mit einem japanischen Konvoi, ein Angriff auf die Frachter wurde aber von den begleitenden Eskortschiffen verhindert. In den folgenden Tagen machten Probleme mit dem Oberflächensuchradar eine weitere Verfolgung des Konvois unmöglich, so dass die Balao nach neuen Zielen suchte. Am 1. Juni wurde ein Konvoi aus vier Schiffen gesichtet, auf den das Boot eine Salve von sechs Torpedos abschoss. Zwei Torpedos trafen, ein weiterer Angriff wurde dann jedoch durch die Begleitschiffe des Konvois verhindert. Am Abend positionierte sich das Boot für einen erneuten Angriff, wurde aber durch japanische Flugzeuge zum Abtauchen gezwungen und verlor den Kontakt zu den Schiffen. Wegen Treibstoffknappheit fuhr die Balao zum Majuro-Atoll, wo sie beim Versorger Sperry Nachschub bunkerte.
Am 5. Juli begann die sechste Patrouillenfahrt des U-Boots, das Patrouillengebiet lag wieder vor Palau. In den folgenden drei Wochen ergaben sich keinerlei lohnende Kontakte. Am 26. Juli war die Balao dann an der Beschießung der japanischen Stellungen auf Angaur beteiligt und nahm mit ihrem 5-Zoll-Decksgeschütz einen Leuchtturm unter Feuer. Am gleichen Tag rettete die Besatzung des Boots einen notgewasserten Piloten des Trägers Bunker Hill und brachte ihn auf dem Zerstörer Dortch in Sicherheit. Am Folgetag rettete man vor Peleliu zwei weitere Piloten. Zwei Tage später griff die Balao zusammen mit der Drum zwei japanische Sampane an und versenkte sie mit ihrem 5-Zoll-Geschütz. Die Patrouille dauerte bis zum 12. August weiter an, dann fuhr das U-Boot zusammen mit dem Zerstörer Conyngham nach Saipan, von dort wurde es an die US-Westküste beordert, wo es am 20. August zur Generalüberholung im Mare Island Navy Yard ins Dock ging.
Nach den Arbeiten kehrte das U-Boot am 15. November nach Hawaii zurück, von dort brach es am 4. Dezember zusammen mit den U-Booten Spot und Icefish wieder nach Saipan auf. Nach dem Auffüllen der Vorräte und Treibstofftanks begann die Balao ihre siebte Patrouillenfahrt im Gelben Meer.

#### 1945
Die Einsatzfahrt verlief erst ereignislos, am 2. Januar sichtete der Ausguck jedoch die Masten eines Segelschiffs, das mit drei Torpedos versenkt wurde. Am 8. Januar wurde ein weiteres Schiff gesichtet und die Balao ging auf Angriffsposition. Von den abgeschossenen sechs Torpedos trafen drei den vermeintlichen Tanker, der dennoch weiter schwamm. Auch nach drei weiteren Treffern blieb das schwer beschädigte Schiff weiter schwimmfähig. Erst eine dritte Salve aus drei weiteren Torpedos aus nächster Nähe brachte die Daigo Maru, einen Frachter mit 5244 Tonnen, zum Sinken. Die Einsatzfahrt dauerte bis zum 19. Januar, dann fuhr das Boot nach Guam, um Nachschub aufzunehmen.

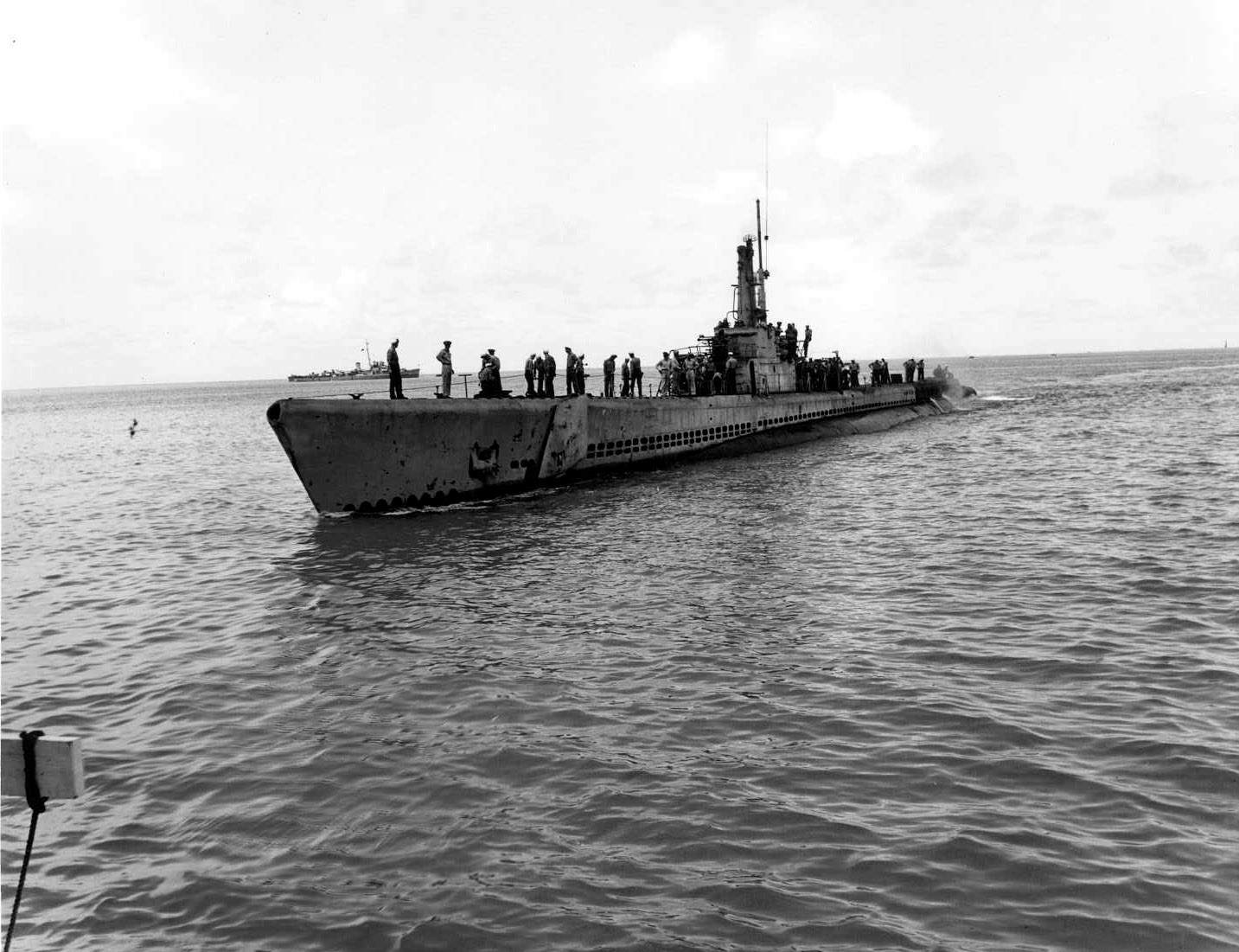
Rückkehr der Balao nach Guam

Zusammen mit der Tench, der Guardfish und der Sea Devil lief die Balao am 27. Februar ins Ostchinesische Meer aus. Am 9. März griff sie einen kleinen Konvoi an, alle vier Torpedos verfehlten aber ihr Ziel und das U-Boot musste abtauchen, um den Wasserbomben der Eskorten zu entkommen. In den folgenden acht Tagen ergaben sich keine lohnenden Ziele. Am 18. März wurde dann ein kleiner Trawler mit dem Deckgeschütz versenkt. Am nächsten Morgen sichtete der Ausguck einen Konvoi aus vier Transportern, der von vier Geleitschiffen begleitet wurde. Zehn Torpedos wurden auf die drei größten Schiffe abgeschossen, von denen vier trafen. Der dichte Rauch und die Dunkelheit machten es unmöglich, die Versenkung zu verifizieren, die Balao erhielt jedoch die Versenkung der Hakozaki Maru, eines Frachters mit 10.413 Tonnen, zugeschrieben. Am Nachmittag griff das Boot dann eine Gruppe von Trawlern an, von denen einer versenkt und drei in Brand geschossen wurden. Am Nachmittag des 21. März verfolgte das U-Boot einen weiteren Konvoi, auf den vier Torpedos abgeschossen wurden. Die Begleitschiffe, die schon mehrere Annäherungsversuche verhindert hatten, zwangen das U-Boot aber zum Abtauchen, sodass die Ergebnisse des Angriffs nicht verfolgt werden konnten. Am 26. März versenkte die Balao den kleinen japanischen Frachter Shinto Maru No. 1 mit ihrem Decksgeschütz, dem Gegenangriff eines kleinen Begleitboots tauchte sie davon und machte sich auf den Rückweg nach Guam. Am 2. April kam es bei einem Nottauchmanöver, das unternommen wurde, um einem japanischen Aufklärungsflugzeug zu entgehen, zu elektrischen Defekten im Turm, da Wasser eindrang. Trotz der Schäden kehrte das Boot am 8. April unversehrt nach Apra Harbor auf Guam zurück.
Die neunte Einsatzfahrt begann am 9. Mai und führte das Boot zurück ins Gelbe Meer, wo es zusammen mit der Dragonet, der Shad und der Spikefish in einem „Wolfpack“ operierte. Wegen technischer Probleme machten die Boote nur wenige lohnende Ziele aus. Am 19. Mai schoss die Balao drei Torpedos, die das Ziel, einen mittleren Frachter, aber verfehlten, stattdessen aber eine kleine Dschunke versenkten. Am 23. Mai fielen die hinteren Tiefenruder aus und das Boot erhielt Befehl, nach Pearl Harbor zurückzukehren. Auf dem Weg wurden zwei kranke Besatzungsmitglieder anderer Boote aufgenommen und am 3. Juni auf Midway an Land gebracht. Vier Tage später lief das U-Boot in Pearl Harbor ein.

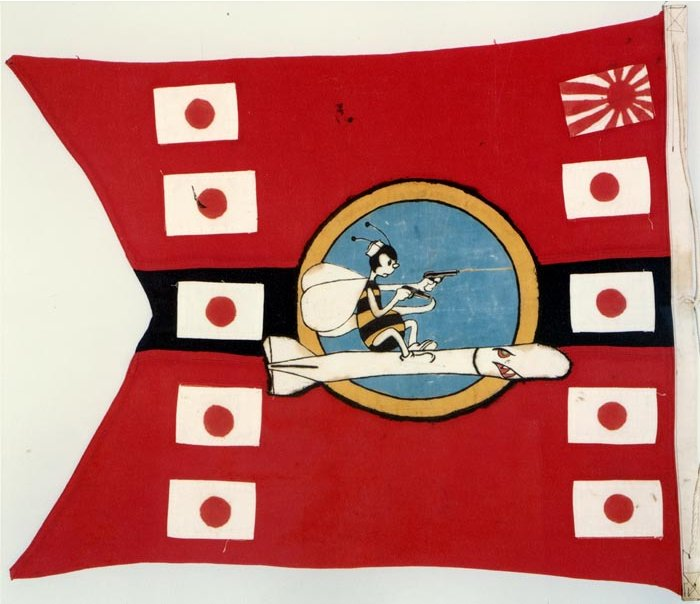
Kriegsflagge der Balao mit Versenkungsmarkierungen

Nach abgeschlossenen Reparaturen lief das Boot am 7. Juli zur zehnten Patrouillenfahrt aus, das Einsatzgebiet lag diesmal westlich der japanischen Hauptinsel Honshū. Als Begleitschiff für die Flugzeugträger eingeteilt, wurden vier Piloten aus dem Wasser gerettet, japanische Schiffe wurden kaum noch gesichtet. Lediglich ein kleines Wachboot wurde am 14. August versenkt, ein weiteres beschädigt. Am 15. August traf der Befehl ein, das Feuer einzustellen. Die Balao übergab die geretteten Marineflieger an die Peto und machte sich auf den Weg nach Hawaii, wo sie am 25. August eintraf. Am 31. August verließ sie Pearl Harbor wieder und fuhr nach Staten Island, wo das Boot noch einmal überholt wurde. Bis zur Außerdienststellung am 20. August 1946 verließ das Boot den Hafen nicht mehr; im Anschluss wurde es nach New London geschleppt, wo es der Reserveflotte zugeteilt wurde.
Die Balao hat während ihres Einsatzes im Pazifik sechs größere japanische Schiffe mit insgesamt 32.108 BRT versenkt, dazu kamen kleinere Schiffe sowie ein japanisches Vorpostenboot mit 1100 BRT, die mit dem Geschütz versenkt wurden. Sie erhielt neun Battle Stars für ihren Einsatz.

### Zweite Einsatzzeit

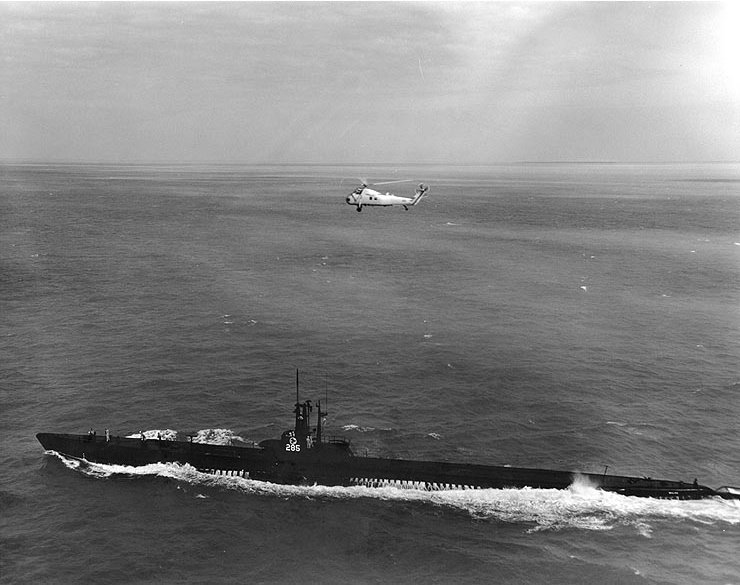
Balao bei einer Übung vor Brasilien, 1961

Die zweite Indienststellung des U-Boots erfolgte am 4. März 1952 in der New London Submarine Base unter dem Kommando von Lieutenant Commander S. V. Hadley. Die Balao wurde nach ersten Trainingsfahrten dem 4. U-Bootgeschwader der US-Atlantikflotte zugeteilt und nach Key West, Florida, verlegt. Dort wurde sie zumeist als Übungsschiff für U-Jagdeinsätze oder Sondereinsätze in der Region vor Florida sowie dem Stützpunkt in Guantánamo Bay eingesetzt. Nach mehreren Hafenbesuchen in Städten an der Südostküste der Vereinigten Staaten nahm das Boot als Teil des Zerstörergeschwaders 24 an einer kombinierten ASW-Übung teil, die den Verband ab dem 6. Januar 1957 nach Südamerika führte. Nach gemeinsamen Übungen mit den südamerikanischen Marinen besuchte der Verband die Häfen von Caracas, Rio de Janeiro, Montevideo, Buenos Aires und Mar del Plata. Am 22. März kehrte die Balao nach Key West zurück.
In der ersten Jahreshälfte 1958 lief das Boot vier Mal für jeweils einen Monat nach Guantanamo aus, wo es als Übungspartner für Überwasserschiffe diente, die mit ihren Besatzungen sogenannte „refresher trainings“ durchführten. Am 19. Juli verließ die Balao dann ihren Heimathafen und ging zur Überholung im Charleston Naval Shipyard ins Dock. Die Arbeiten waren am 13. November abgeschlossen, danach begann das Boot mit Wiederauffrischungsübungen vor New London. Am 30. November kehrte das U-Boot nach Key West zurück, wo sich eine gemeinsame Übung mit der Archerfish anschloss, die zwölf Tage dauerte.
Anfang 1959 war die Balao dann an den Dreharbeiten zu Blake Edwards Kriegskomödie Unternehmen Petticoat beteiligt, sie stellte das fiktive U-Boot USS Sea Tiger dar. Das Boot erhielt während der Dreharbeiten einen kompletten Anstrich mit rosa Farbe. Nach dem Ende der Dreharbeiten wurde das U-Boot am 1. April zum Trainingsboot klassifiziert und erhielt die Bezeichnung AGSS-285. Am 3. März simulierte das Boot ein gesunkenes U-Boot, um ein neues Rettungsgerät zu testen, das der Besatzung eine Rettung aus dem Boot ermöglichen konnte. Aus 97 Metern Tiefe stiegen Commander W. F. Mazzone und Lieutenant H. E. Steinke, der Erfinder der sogenannten Steinke-Haube, in 55 Sekunden unbeschadet an die Meeresoberfläche auf und stellten damit einen neuen Rekord auf. Vom 28. Juni bis zum 4. November ging das Boot zur Überholung der Hülle und zur Erneuerung der Batterien ins Dock. Nach Abschluss der Werftarbeiten kehrte die Balao nach Key West zurück und nahm den Trainingsbetrieb wieder auf. Ab April 1962 nahm das Boot als Teil der 6. US-Flotte an Übungen mit verschiedenen NATO-Flotten im Mittelmeer teil, die bis zum Ausbruch der Kuba-Krise andauerten. Während der Krise war das U-Boot im Atlantik eingesetzt, im Anschluss kehrte es aber zum normalen Trainingseinsatz zurück.
1963 beschloss das Board of Inspection and Survey, dass die Balao nicht mehr weiter einsatzfähig war. Am 1. August wurde das Boot in seinem Heimathafen in Key West außer Dienst gestellt und am 6. September als Zielübung versenkt. Zuvor wurde der Turm demontiert und im National Museum of the United States Navy ausgestellt.

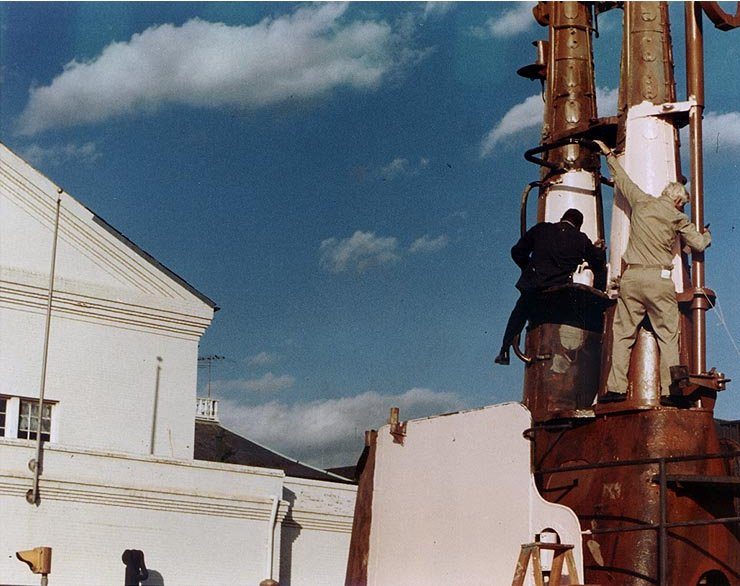
Der Turm der Balao erhält einen rosa Anstrich, 1975

### Schicksal
Noch am Tag der Außerdienststellung wurde das U-Boot aus dem Schiffsregister der US-Marine gestrichen. Der Turm des Boots wurde demontiert, der Rumpf anschließend zur Versenkung als Zielobjekt vor die Küste Floridas geschleppt, wo er am 6. September nach umfangreichen Waffentests versenkt wurde. Der Turm wurde vor dem United States Navy Museum im Washington Navy Yard in Washington, D.C. aufgestellt. 1975 wurde er in Erinnerung an die Filmrolle der Balao noch einmal für einige Monate mit einem rosafarbenen Anstrich versehen. 2001 wurde der Turm abgebaut und restauriert. Bei den Arbeiten wurde vor allem die Holzbeplankung der Decks erneuert. Nach Beendigung der Arbeiten wurde der Turm 2002 wieder vor dem Museum aufgestellt, wo er weiterhin der Öffentlichkeit zugänglich ist.